# (327695) Yokoono
(327695) Yokoono est un astéroïde de la ceinture principale.

## Description
(327695) Yokoono est un astéroïde de la ceinture principale. Il fut découvert le 14 septembre 2006 à Mauna Kea par Joseph Masiero. Il présente une orbite caractérisée par un demi-grand axe de 2,39 UA, une excentricité de 0,09 et une inclinaison de 4,4° par rapport à l'écliptique.
Il est nommé d'après l'artiste américano-japonaise Yoko Ono, compagne du chanteur britannique John Lennon.

## Compléments